# Österreichischer Filmpreis/Bester Spielfilm

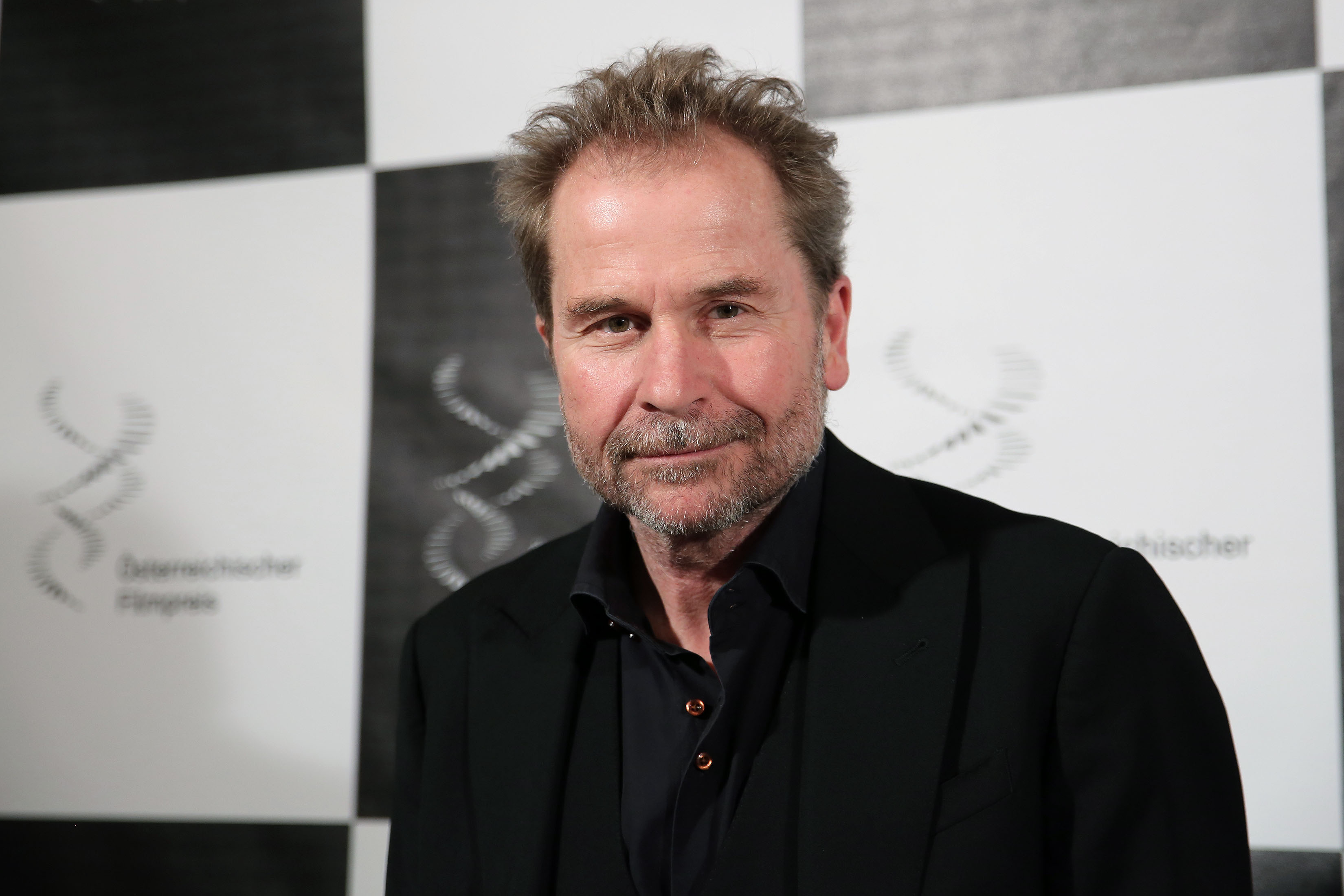
Ulrich Seidl, mit Paradies: Liebe Preisträger 2013

Österreichischer Filmpreis: Bester Spielfilm
Gewinner und Nominierte in der Kategorie Bester Spielfilm seit der ersten Verleihung des Österreichischen Filmpreises im Jahr 2011.
Um sich für das Auswahlverfahren des Filmpreises zu qualifizieren, muss der Film eine erhebliche österreichische kulturelle Prägung aufweisen. Dafür muss der Film zwei der folgenden Kriterien erfüllen:
- die Originalfassung des Films ist Deutsch
- der/die Regisseur/-in hat die österreichische Staatsbürgerschaft oder hat seinen/ihren Wohnsitz in Österreich
- der/die federführende Produzent/-in hat die österreichische Staatsbürgerschaft oder hat seinen/ihren Wohnsitz in Österreich

Die Ermittlung des Preisträgers erfolgt in einem zweistufigen Verfahren. Zuerst nominieren alle ordentlichen Mitglieder der Berufsgruppen („Sektionen“) Produktion, Regie und Drehbuch die von ihnen favorisierten Spielfilme in einer geheimen schriftlichen Wahl. Nominierungen werden an bis zu drei Filme vergeben – als nominiert gelten jene Produktionen, die die meisten Stimmen auf sich vereinen können. Die Ermittlung des Preisträgers erfolgt durch einen zweiten Wahlgang, an dem alle stimmberechtigten Mitglieder der Akademie des Österreichischen Films teilnehmen. Der Spielfilm, der die höchste Stimmenanzahl auf sich vereinen kann, ist Gewinner des Österreichischen Filmpreises. Die Auszeichnung wird den persönlichen Produzenten des Films zuerkannt.

## Preisträger und Nominierungen
| Jahr | Preisträger                                         | Produktion                                                                                       | Nominierungen |
| 2011 | Die unabsichtliche Entführung der Frau Elfriede Ott | Danny Krausz Kurt Stocker                                                                        | Lourdes – Martin Gschlacht, Susanne Marian und Philippe Bober Der Räuber – Nikolaus Geyrhalter, Markus Glaser, Michael Kitzberger, Wolfgang Widerhofer und Peter Heilrath |
| 2012 | Atmen                                               | Dieter Pochlatko Nikolaus Wisiak                                                                 | Inside America – Constanze Schumann Michael – Nikolaus Geyrhalter, Markus Glaser, Michael Kitzberger und Wolfgang Widerhofer |
| 2013 | Paradies: Liebe                                     | Ulrich Seidl                                                                                     | Grenzgänger – Viktoria Salcher und Mathias Forberg Die Wand – Bruno Wagner, Antonin Svoboda, Martin Gschlacht, Rainer Kölmel und Wasiliki Bleser |
| 2014 | Deine Schönheit ist nichts wert                     | Danny Krausz, Kurt Stocker, Milan Dor, Hüseyin Tabak                                             | Oktober November – Antonin Svoboda, Martin Gschlacht, Bruno Wagner, Götz Spielmann Soldate Jeannette – Katharina Posch, Daniel Hoesl, Gerald Kerkletz |
| 2015 | Das finstere Tal                                    | Helmut Grasser, Stefan Arndt, Andreas Prochaska                                                  | Amour Fou – Martin Gschlacht, Antonin Svoboda, Bruno Wagner, Bady Minck, Philippe Bober, Alexander Dumreicher-Ivanceanu Macondo – Oliver Neumann, Sabine Moser |
| 2016 | Ich seh Ich seh                                     | Ulrich Seidl                                                                                     | Einer von uns – Arash T. Riahi, Karin C. Berger Das ewige Leben – Danny Krausz, Kurt Stocker |
| 2017 | Thank You for Bombing                               | Tommy Pridnig, Peter Wirthensohn                                                                 | Egon Schiele: Tod und Mädchen – Franz Novotny, Alexander Glehr, Bady Minck, Alexander Dumreicher-Ivanceanu Kater – Antonin Svoboda, Bruno Wagner |
| 2018 | Die beste aller Welten                              | Produktion Wolfgang Ritzberger und Nils Dünker, Regie Adrian Goiginger                           | Licht – Produktion Michael Kitzberger, Wolfgang Widerhofer, Martina Haubrich, Nikolaus Geyrhalter und Markus Glaser, Regie Barbara Albert Die Migrantigen – Produktion Arash T. Riahi und Karin C. Berger, Regie Arman T. Riahi Siebzehn – Produktion Ulrich Gehmacher, Regie Monja Art |
| 2019 | Murer – Anatomie eines Prozesses                    | Produktion Viktoria Salcher, Mathias Forberg, Paul Thiltges, Adrien Chef, Regie Christian Frosch | Angelo – Produktion Alexander Glehr, Franz Novotny, Bady Minck, Alexander Dumreicher-Ivanceanu, Markus Schleinzer, Regie Markus Schleinzer L’Animale – Produktion Michael Kitzberger, Wolfgang Widerhofer, Flavio Marchetti, Nikolaus Geyrhalter, Markus Glaser, Michael Schindegger, Natalie Schwager, Katharina Mückstein, Regie Katharina Mückstein                                                                       |
| 2020 | Joy                                                 | Produktion Oliver Neumann, Sabine Moser, Regie Sudabeh Mortezai                                  | Der Boden unter den Füßen – Produktion Alexander Glehr, Franz Novotny, Regie Marie Kreutzer Little Joe – Produktion Bruno Wagner, Bertrand Faivre, Philippe Bober, Martin Gschlacht, Jessica Hausner, Gerardine O’Flynn, Regie Jessica Hausner |
| 2021 | The Trouble with Being Born                         | Produktion Lixi Frank, David Bohun, Andi G. Hess, Regie Sandra Wollner                           | Ein bisschen bleiben wir noch – Produktion Michael Katz, Veit Heiduschka, Regie Arash T. Riahi Hochwald – Produktion Alexander Dumreicher-Ivanceanu, Bady Minck, Gregory Zalcman, Alon Knoll, Regie Evi Romen |
| 2022 | Große Freiheit                                      | Produktion Sabine Moser, Oliver Neumann, Benny Drechsel, Regie Sebastian Meise                   | Fuchs im Bau – Produktion Arash T. Riahi, Karin C. Berger, Regie Arman T. Riahi Me, We – Produktion Bruno Wagner, Barbara Albert, Antonin Svoboda, Regie David Clay Diaz Moneyboys – Produktion Barbara Pichler, Gabriele Kranzelbinder, Guillaume de la Boulaye, André Logie, Patrick Mao Huang, Regie C. B. Yi |
| 2023 | Vera                                                | Regie und Produktion: Tizza Covi, Rainer Frimmel                                                 | Corsage – Regie: Marie Kreutzer, Produktion: Janine Jackowski, Maren Ade, Alexander Glehr, Bernard Michaux, Jonas Dornbach, Jean-Christophe Reymond, Johanna Scherz Eismayer – Regie: David Wagner, Produktion: Arash T. Riahi, Sabine Gruber Der Fuchs – Regie: Adrian Goiginger, Produktion: Malte Can, Hana Geißendörfer, Adrian Goiginger, Gerrit Klein, Thomas Pridnig, Peter Wildling, Martin Pfeil, Peter Wirthensohn |
| 2024 | Des Teufels Bad                                     | Regie: Veronika Franz, Severin Fiala, Produktion: Ulrich Seidl, Bettina Brokemper                | Club Zero – Regie: Jessica Hausner, Produktion: Bruno Wagner, Philippe Bober, Mike Goodridge, Johannes Schubert Europa – Regie: Sudabeh Mortezai, Produktion: Mehrdad Mortezai, Sudabeh Mortezai Rickerl – Musik is höchstens a Hobby – Regie: Adrian Goiginger, Produktion: Gerrit Klein, Peter Wildling, David Stöllinger, Martin Pfeil, Adrian Goiginger                                                                  |
| 2025 | The Village Next to Paradise                        | Regie: Mo Harawe, Produktion: Sabine Moser, Oliver Neumann                                       | Andrea lässt sich scheiden – Regie: Josef Hader, Produktion: Veit Heiduschka, Michael Katz Mit einem Tiger schlafen – Regie: Anja Salomonowitz, Produktion: Antonin Svoboda Mond – Regie: Kurdwin Ayub, Produktion: Ulrich Seidl |